# 신영석 (배구 선수)
신영석(申永錫, 1986년 10월 4일 서울 ~ )은 대한민국의 배구 선수이자 수원 한국전력 빅스톰의 센터이다.

## 선수 경력
원래 서울 우리카드 한새의 선수였으나 자신은 군 복무(상무 신협) 중에 구단에서 운영 자금 마련을 위한 현금 트레이드로 2015-2016 시즌 중 천안 현대캐피탈 스카이워커스로 이적을 했다. 하지만 전역 이후에는 웜업존에서 주전 센터인 최민호와 진성태(현 대한항공 점보스 센터)의 백업멤버로 활약했지만 진성태가 대한항공의 허수봉(현 현대캐피탈 스카이워커스 레프트)와 트레이드 돼면서 주전 센터로서 멋진 활약을 보여주고있다.
KOVO에서 배구 포지션인 센터 선수 중 최고의 실력을 가진 선수이며 대한민국 남자 배구 국가대표팀 주전 센터이다.
2020년 11월 13일 3:3 대형 트레이드로 수원 한국전력 빅스톰으로 이적하였다.

## 출신학교
- 서울송전초등학교
- 인창중학교
- 인창고등학교
- 경기대학교